# Ferdinand Kirschner

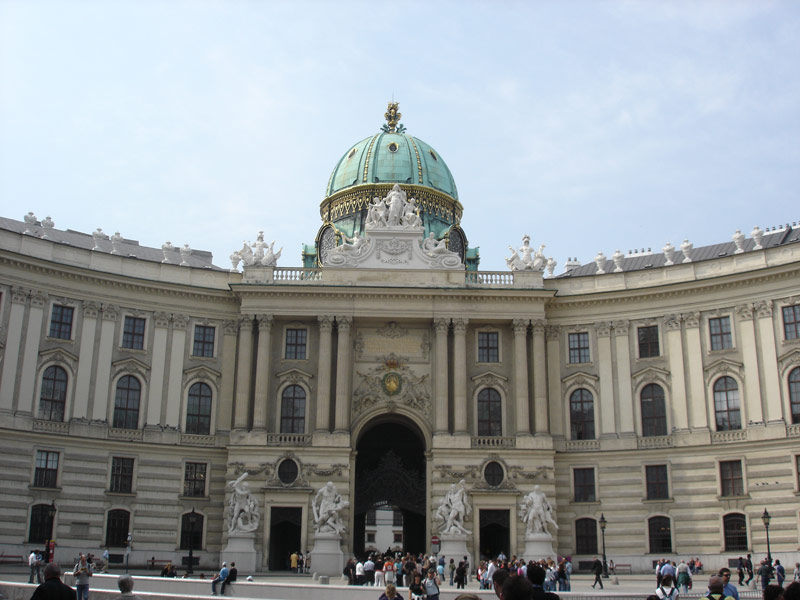
Das Michaelertor, Teil von Kirschners Michaelertrakt

Ferdinand Kirschner (* 18. Mai 1821 in Wien; † 3. März 1896 ebenda) war ein österreichischer Architekt.
Ferdinand Kirschner war ab dem Jahre 1850 Baubeamter im Staatsdienst, ab 1858 Hofarchitekt. In den Jahren 1865 bis 1868 arbeitete er an Restaurierungsarbeiten auf dem Hradschin in Prag, ehe er 1870 zum Burghauptmann in Wien ernannt wurde. In der Kaiserstadt arbeitete Ferdinand Kirschner vor allem an Adaptierungen und Planungen im Bereich der Hofburg, wie beispielsweise an der Dekoration der Redoutensäle (diese ist 1992 teilweise verbrannt) und fertigte Sargentwürfe für die Kapuzinergruft an, so den Sarg Kronprinz Rudolfs. Als sein Hauptwerk gilt der Ausbau des Michaelertraktes der Hofburg in den Jahren 1889 bis 1893 nach den rund 160 Jahre alten Plänen von Joseph Emanuel Fischer von Erlach, die er nur wenig abänderte.